# ماتیاس ویمن
ماتیاس ویمن (آلمانی: Mathias Wieman؛ ۲۳ ژوئن ۱۹۰۲ – ۳ دسامبر ۱۹۶۹) بازیگر اهل آلمان بود.
از فیلم‌ها یا برنامه‌های تلویزیونی که وی در آن نقش داشته‌است می‌توان به پاراسلسوس، ترس، ترور، سرزمین بی زن و دوریت کوچک اشاره کرد.